# 李彦明
李彦明（1954年10月2日—），辽宁丹东人，中华人民共和国政治人物。

## 生平
曾任新疆维吾尔自治区公安厅原党委委员、新疆警察学院（新疆公安警察培训基地）党委书记、副院长。2014年5月，因涉嫌严重违纪违法，被立案审查。2014年11月，新疆维吾尔自治区纪委对其涉嫌严重违纪违法问题进行立案审查，经查，其行为已构成严重违纪违法，决定给予其开除党籍、开除公职处分，将其涉嫌犯罪问题移送司法机关处理。